# Hoboken Pioneers
De Hoboken Pioneers zijn een Belgische honk- en softbalploeg in Hoboken.

## Geschiedenis
De club ontstond uit de personeelsploegen Arbeid en Vermaak van Bell Telephone MGF. Honkbal zelf kwam in België en Antwerpen via Amerikaanse en Japanse matrozen die het speelden in de Haven van Antwerpen. In 1930 werd de honkbalclub opgericht als de Beltelco Baseballclub met H.M. Halstead als voorzitter en L. Bini als penningmeester en eerste coach. Van 1932 speelde de club onder de naam Beltelco en Antwerpse Baseball Clubs. J. Palmans, de toenmalig voorzitter in de jaren 1930, stelde voor om ook een nationale bond op te richten en daarbij een competitie. De andere ploegen die zouden spelen waren de Antwerp Baseball en General Motors. De eerste naoorlogse competitie werd gespeeld in 1947 en de Pioneers speelden op het voetbalveld de Bell. De club moest na een jaar daar vertrekken en ging spelen in Deurne op het veld Kreglinger. In 1962 werd een eerste landskampioenschap gevierd en in 1970 werden ze voor de tweede keer landskampioen. In 1979 verhuisde de club naar Hoboken waar ze een veld huurde en omvormde tot twee honkbalvelden. Het zou duren tot 2009 voor de derde landstitel werd veroverd. De volgende drie jaar 2010, 2011 en 2012 slaagden de Pioneers er ook in de landstitel binnen te halen.
In 2020, na een half seizoen te hebben gespeeld door de coronacrisis, werden ze opnieuw landskampioen. In 2021 en 2022 verlengden ze deze titel, in 2022 versloegen ze de Deurne Spartans in de finale. In 2024 wonnen ze opnieuw de landstitel nadat in 2023 de Spartans wonnen, ze versloegen de Spartans met 5-4.

## Erelijst
- Belgisch kampioenschap baseball: 1962, 1970, 2009, 2010, 2011, 2012, 2020, 2021, 2022, 2024

## Bekende (oud-)spelers
- Leon Boyd
- Adam Sowell